# Oberhauenstein
Oberhauenstein (oberfränkisch: Owahauastah)  ist ein Gemeindeteil der Stadt Pegnitz im Landkreis Bayreuth (Oberfranken, Bayern).  Oberhauenstein liegt in der Gemarkung Körbeldorf.

## Geografie
Die Einöde liegt an der Püttlach. Nördlich vom Ort mündet der Grießbach als linker Zufluss in die Püttlach. Durch den Ort führt die Kreisstraße BT 26 nach Prüllsbirkig (1,3 km westlich) bzw. nach Körbeldorf (2,3 km östlich).

## Geschichte
Der Ort wurde 1363 als „mül an der Pütla“ erstmals urkundlich erwähnt, 1413 erstmals „Hawenstein“ genannt, 1583 „Obern Hauenstein“ zur Unterscheidung von dem neu gegründeten Unterhauenstein. Das Bestimmungswort des zugrundeliegenden Flurnamens ist „hūwe“ (mhd. für Uhu).
Mit dem Gemeindeedikt (frühes 19. Jahrhundert) wurde Unterhauenstein dem Steuerdistrikt Körbeldorf und der Ruralgemeinde Körbeldorf zugewiesen. Im Rahmen der Gebietsreform in Bayern wurde Unterhauenstein am 1. Juli 1972 in die Stadt Pegnitz eingegliedert.

## Baudenkmäler
- Haus Nr. 3: Ehemalige Mühle